# Bezirk Bischofteinitz
Der Bezirk Bischofteinitz (tschechisch Okresní hejtmanství Horšův Týn) war ein Politischer Bezirk im Königreich Böhmen im Staatsverband von Österreich-Ungarn. Der 1868 gegründete Bezirk lag im Westen Böhmens an der Grenze zu Bayern (Deutschland). Das Gebiet gehörte ab 1918 zur Tschechoslowakei und ist seit 1993 Teil Tschechiens.

## Geschichte
Die modernen politischen Bezirke der Habsburgermonarchie wurden 1868 im Zuge der Trennung der politischen von der judikativen Verwaltung geschaffen.
Der Bezirk Bischofteinitz wurde 1868 aus den Gerichtsbezirken Bischofteinitz (tschechisch soudní okres Horšův Týn), Hostau (Hostouň) und Ronsperg (Ronšperk) gebildet.
Im Bezirk Bischofteinitz lebten 1890 43.934 Personen, wobei der Bezirk ein Gebiet von 11,1 Quadratmeilen umfasste.
1900 beherbergte der Bezirk 46.578 Menschen, die auf einer Fläche von 528,96 km² bzw. in 105 Gemeinden lebten.
Der Bezirk Bischofteinitz umfasste 1910 eine Fläche von 628,96 km² und beherbergte eine Bevölkerung von 49.342 Personen. Von den Einwohnern hatten 1910 38.024 Deutsch als Umgangssprache angegeben. Weiters lebten im Bezirk 11.154 Tschechischsprachige und 164 Anderssprachige oder Staatsfremde. Zum Bezirk gehörten drei Gerichtsbezirke mit insgesamt 105 Gemeinden bzw. 129 Katastralgemeinden.

## Gemeinden
Der Bezirk Bischofteinitz umfasste Ende 1914 die 107 Gemeinden Pirk (Březí), Mukowa (Buková), Mogolzen (Bukovec), Wistersitz (Bystřice),
Zetschin (Čečín), Zetschowitz (Čečovice), Tschirm (Čermná), Černahora (Černá hora), Czarlowitz (Černovice), Chotimiř/Kottomir (Chotiměř), Dobrowa (Dobrova), Dobraken (Doubravka), Trohatin (Drahotín), Lohowa (Hlohová), Lohowtschitz (Hlohovčice), Holubschen (Holubeč), Berg (Hora Svatého Václava), Obermedelzen (Horní Metelsko), Horschau (Horšov), Bischofteinitz (Horšovský Týn), Hoslau (Hvožďany), Hostau (Hostouň), Münchsdorf (Mnichov), Kamenzen (Kamenice (Ústí nad Labem)), Rindl (Korytany), Křakau (Křakov), Kržeberscham (Křebřany), Křenowa (Křenovy), Kwitschowitz (Kvíčovice), Liebeswar (Libosváry), Elstin (Lštění), Grafenried (Lučina), Malonitz (Malonice), Maschowitz (Mašovice), Metzling (Meclov), Meeden (Medná), Melmitz (Mělnice), Miřikau (Mířkov), Mirkowitz (Mírkovice), Meßhals (Mezholezy u Horšovského Týna), Linz (Mlýnec), Motscherad (Močerady), Raschnitz (Mračnice), Muttersdorf (Mutenín), Mauthaus (Mýtnice), Natschetin (Načetín), Nahoschitz (Nahošice), Nemlowitz (Nemněnice), Neubau (Novosedly), Neugramatin (Nový Kramolín), Wonischen (Ohnišťovice), Autschova (Ohučov), Amplatz (Oplotec), Wostirschen (Ostříží), Wassertrompeten (Ostromeč), Wostratschin (Osvračín), Wottawa (Otov), Stockau (Pivoň), Plöß (Pleš), Ronsperg (Ronšperk), Potzowitz (Pocovice), Podiefuß (Poděvousy), Polschitz (Polžice), Pscheß (Přes), Přiwosten (Přívozec),
Putzlitz (Puclice), Waier (Rybník), Schwanenbrückl, Sadl (Sedlec),
Hochsemlowitz (Semněvice), Semeschitz (Semošice), Schilligkau (Šidlákov), Schüttwa (Šitboř), Schlattin (Slatina), Schmolau (Smolov), Sirb (Srby u Horšovského Týna), Stankau Markt (Staňkov Městys), Stankau Dorf (Staňkov Ves), Altgramatin (Starý Kramolín), Stich (Stichov), Schüttarschen (Štítary), Schwarzach (Švarcava), Zwingau (Svinná), Zwirschen (Svržno), Taschlowitz (Tasnovice), Třebnitz (Trebnice), Zemschen (Třemešné), Heiligenkreuz (Újezd Svatého Kříže), Waldersgrün (Valtířov), Großgorschin (Velký Goršín), Großmallowa (Velký Malahov), Webrowa (Věvrov), Widlitz (Vidlice), Wittana (Vítání), Wilkenau (Vlkanov), Franowa (Vranov), Frohnau (Vranov), Schekarschen (Všekary), Weirowa (Výrov), Kleinsemlowitz (Zámělíč) und Neid (Závist).